# ヘンリー・ティングル・ワイルド

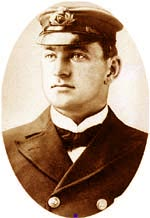
ヘンリー・ティングル・ワイルド

ヘンリー・ティングル・ワイルド（英: Henry Tingle Wilde、1872年9月21日 - 1912年4月15日）は、イギリスの航海士、イギリス海軍予備員。客船タイタニック号の航海士長であり、同船の沈没事故で命を落とした。

## 経歴
リヴァプール・ウォルトン出身。古い横帆艤装船の見習いからの叩き上げの船乗りであり、二等航海士資格(2nd Mate's Certificate)に合格した後、 マランハン汽船会社(Maranhan Steamship Company)に二等航海士として入社。
船長資格(Master's Certificate)を取得後、ホワイト・スター・ラインに下級士官として入社した。主にリヴァプールとニューヨーク、あるいはオーストラリア航路で勤務し、1905年にはアラビック号、1905年から1906年にかけてはセルティック号、1906年から1908年にかけてはメディック号、1908年にはシムリック号に勤務した。
その間に特別船長資格(Extra Master's Certificate)を取得し、1902年6月26日にはイギリス海軍予備員の中尉(sub-lieutenant)となっている。

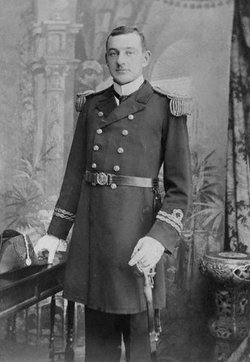
ヘンリー・ティングル・ワイルド

1911年5月からオリンピック号の航海士長を務めた。
ホワイト・スター・ライン重役とエドワード・スミス船長から高く評価されており、1912年4月にタイタニック号の処女航海直前に同船の航海士長に急遽就任している。もともとはベルファストから乗船していたウィリアム・マクマスター・マードックがこの階級だったが、ワイルドが航海士長に就任したことでマードックは一等航海士に降格されている。彼は妹に宛てた手紙の中でタイタニックについて「私はやはりこの船を好きになれない。この船からは嫌な感じがする」と書いていた。
タイタニックのブリッジの指揮はスミス船長、ワイルド航海士長、マードック一等航海士、ライトラー二等航海士の4人 の上級士官達が交代制で執った。
4月14日午後11時40分にタイタニックが氷山に衝突した時には当直ではなかったが、異変に気付いて自分でブリッジに駆けつけ、スミス船長に事態が深刻なのか尋ねた。ジョセフ・グローヴス・ボックスホール四等航海士から郵便室が膝辺りまで浸水しているとの報告を受けた直後だったスミス船長は「間違いない。深刻どころじゃない」と答えている。
その後、トマス・アンドリューズの船室でタイタニックが沈没するであろう旨の状況説明を受けたスミス船長は、4月15日に入った午前0時5分頃にワイルドに救命ボートの準備をするよう指示を出した。
午前0時20分頃、スミス船長はマードックを右舷ボート、ライトラーを左舷ボート担当に任じたが、ワイルドには全体的監督を期待されて特定の持ち場は与えられなかった。しかし騒動の中でワイルドはほとんど主体性を発揮せず、スミス船長の命令を伝達することだけに甘んじているようだったという。しびれを切らしたライトラーなどは命令系統に反してワイルドを無視したという。ワイルドは直前で加わったために船の命令系統の中で浮いた存在だったのではないかとも考えられている。
生還した乗客の記憶にもほとんど残っていない人物である。ワイルドが救命ボートの乗船を監督しているところや、乗客を誘導している姿を誰も見ていない。そのためワイルドは騒動の間ずっとブリッジにいたのではないかと考えられている。
ワイルドがどのような最期を迎えたのかも不明である。後日生存者のユージン・デイリーとジョージ・レーンスはそれぞれの手紙の中で「上級船員の一人が頭に銃をあて、引き金を引くのを見た」と書いており、また生存者の三等乗客カール・ジャンセンは「ふとブリッジの方を見ると航海士長が拳銃を口にくわえて撃った。死体は倒れて海に落ちた」と証言しているため、ワイルドは自殺したのではないかとする説もあるがマードックが自殺したという証言が多かったため、別の生存者が転覆した救命ボートB号から見た「ボートの横を10分ほど泳いでいたが、その間に疲れて意識を失い、凍死した士官服を着た男」 の可能性も有る。しかし、結局彼の遺体は発見されなかった。